# Judaísmo no Uruguai
A história dos judeus no Uruguai remonta ao período colonial, como consequência da Inquisição na Península Ibérica. No entanto, a imigração judaica para o país teve seu auge nas primeiras décadas do século XX, com a chegada de judeus de diferentes partes da Europa, principalmente da Europa Central e Oriental, em sua maioria de origem asquenazita.
A comunidade judaica do Uruguai é a quinta maior da América Latina, mas a que possui a maior proporção em relação à população total do país. Na década de 1960, era composta por aproximadamente 50 mil pessoas, mas ao longo dos anos diminuiu como resultado da aliá, e atualmente conta com cerca de 16 mil a 22 mil membros.

## História
A presença judaica no Uruguai remonta ao período colonial, quando o território era chamado de Banda Oriental, com a chegada de judeus que escapavam da Inquisição na Espanha e em Portugal. No entanto, a imigração significativa teve início no final do século XIX, com a chegada de sefarditas provenientes do Brasil e da Argentina, e se intensificou nas primeiras décadas do século XX, com a chegada de asquenazitas oriundos da Europa.
De acordo com relatórios, em 1909 residiam em Montevidéu cerca de 150 judeus, mas em 1918, nove anos depois, esse número havia aumentado para 1.700. Nos primeiros anos do século XX, o Uruguai tornou-se um destino atraente para os judeus devido às fortes medidas de secularização promovidas durante o governo de José Batlle e à prosperidade econômica e social que o país vivenciava.

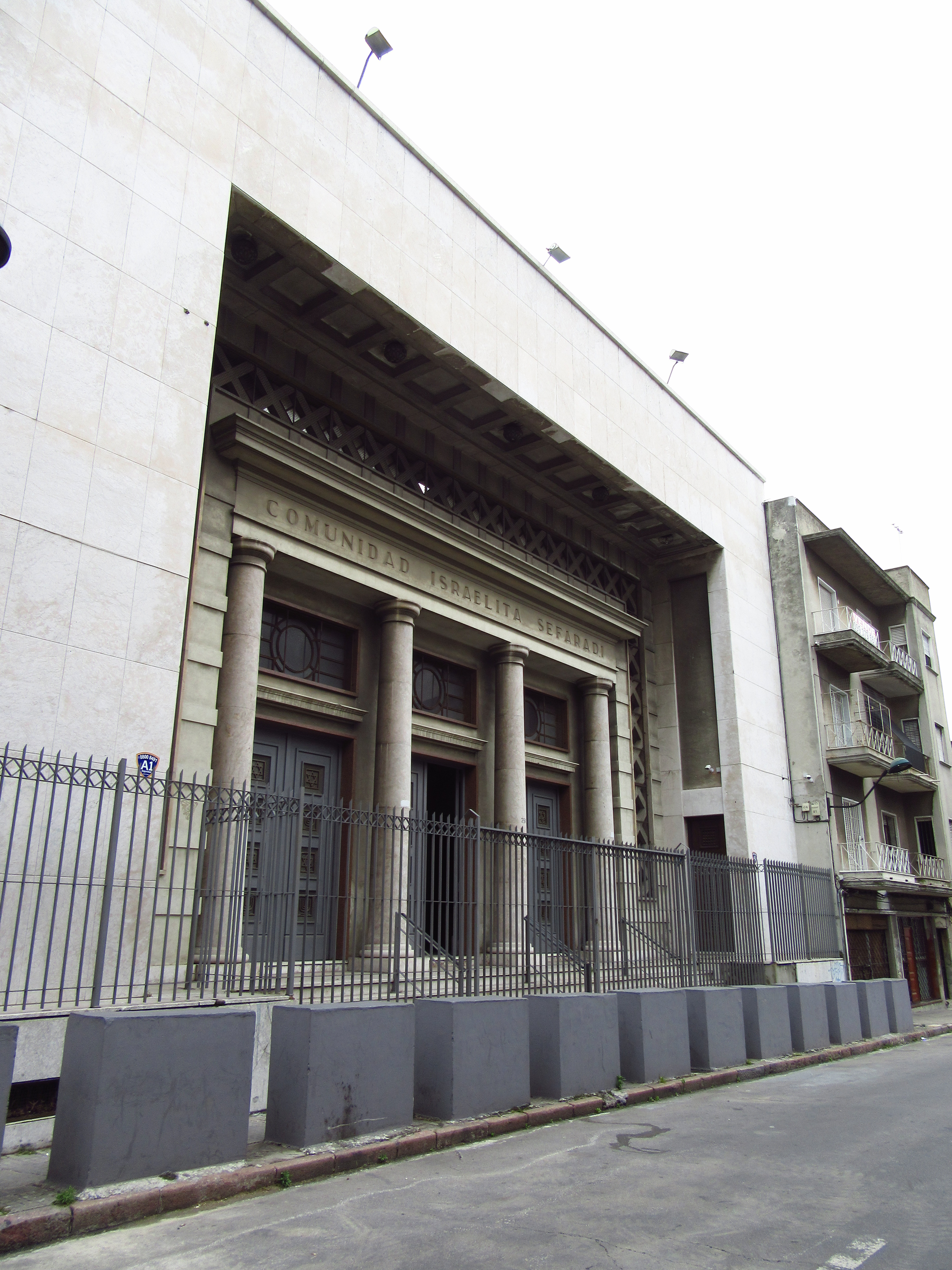
Sinagoga na Cidade Velha de Montevidéu

A Cidade Velha de Montevidéu tornou-se o local de residência de grande parte dos judeus recém-chegados, pertencentes às classes mais baixas. Entre eles, destacava-se um contingente importante de sefarditas oriundos do Império Otomano, que também se estabeleciam em cortiços nos bairros Palermo e Barrio Sur. No entanto, com o passar dos anos, o bairro Villa Muñoz transformou-se na judiaria da cidade, devido à grande quantidade de asquenazitas que ali se estabeleceram e às sinagogas e instituições judaicas que fundaram naquela área.
O primeiro minyan registrado no Uruguai ocorreu em 1912, e a primeira sinagoga foi inaugurada em 1917, em Montevidéu. No mesmo ano, também foi inaugurado um cemitério judaico na cidade de La Paz, no Departamento de Canelones, por iniciativa das associações Jevrá Kadishá Ashkenazí, de origem asquenazita, e da Hesed Shel Emet, de origem sefardita. Em 1915, foi fundada no Departamento de Paysandú a Colônia 19 de Abril, um assentamento agrícola estabelecido por colonos judeus oriundos, em sua maioria, da Bielorrússia e da Bessarábia.
Nos primeiros anos do século, à medida que a comunidade judaica no Uruguai crescia, foram fundadas diversas instituições com o objetivo de unificá-la e auxiliar os recém-chegados em seu processo de integração e adaptação. Devido à predominância numérica dos asquenazes, adotou-se o sistema da kehilá polonesa para a organização interna da coletividade. Inicialmente, os imigrantes judeus no Uruguai dedicaram-se a atividades econômicas modestas, trabalhando em ofícios manuais, no comércio varejista e na venda ambulante.